# Juan Pablo Gamboa
Juan Pablo Gamboa (ur. 24 listopada 1966) – kolumbijski i meksykański aktor telewizyjny i filmowy.

## Wybrana filmografia

### Telenowele
- 1997: Esmeralda jako Dr Álvaro Lazcano
- 1998: Daniela i przyjaciele jako Pepe Linares
- 1998: Paulina jako Gamboa Guillermo 'Willy' Montero
- 2000: Mała księżniczka jako Noe Gamboa
- 2001: Virgina jako Esteban Fernández
- 2003: Córka przeznaczenia jako César Fábregas/Armando Sánchez
- 2007: Pura sangre jako Federico Lagos

### Filmy
- 2007: Królowie South Beach jako Danny Hayes

## Nagrody

### Premios Talento Caracol
| Rok  | Kategoria                    | Telenowela     | Wynik     |
| ---- | ---------------------------- | -------------- | --------- |
| 2014 | Najlepszy aktor drugoplanowy | La viuda negra | Nominacja |